# Jean Hamburger
Jean Hamburger (15. července 1909 Paříž – 1. února 1992 tamtéž) byl francouzský lékař a esejista. V Paříži v roce 1953 provedl první úspěšnou transplantaci ledviny od žijícího dárce na světě a v roce 1985 byl zvolen za člena Académie française.
Po absolvování školy začal Hamburger studovat přírodovědu na Sorbonně, a poté medicínu. Po ukončení studia se stal v roce 1936 asistentem lékaře a roku 1945 nemocničním lékařem, poté byl od roku 1949 lékařem v dětské nemocnici Hôpital Necker-Enfants. V roce 1947 se stal zakladatelem a prezidentem Fondation pour la recherche médicale (FRM). Tam provedl v roce 1953 první úspěšnou transplantaci ledviny od žijícího dárce na světě, i když 16letý pacient, který dostal ledvinu od své matky, přežil jen krátce.
Také v roce 1953 představil první koncept intenzivní medicíny ve Francii a vytvořil další koncept pro nefrologii (studium ledvin a onemocnění ledvin). V roce 1955 provedl Hamburger první dialýzu ve Francii. Poté se v roce 1958 stal profesorem na nefrologické klinice na Hôpital Necker, a tuto pozici zastával až do roku 1982. Současně byl vedoucím výzkumné laboratoře na Institutu národního lékařství (INSERM) a Centra národního lékařského výzkumu (CNRS) pro výzkum ledvin a transplantační imunologie. Během této doby se mu podařilo provést první úspěšnou transplantaci ledviny mezi dvojvaječnými dvojčaty v roce 1959 a nakonec mezi lidmi, kteří nebyli dvojčata, v roce 1962. V následujících letech prováděl základní výzkum v oblasti imunologie u onemocnění ledvin, transplantační imunologie a autoimunitních onemocnění.
Hamburger, který již předtím napsal velké množství lékařských knih o onemocnění ledvin, začal od roku 1972 psát eseje a knihy zabývající se situací člověka, příčinami křehkosti moderního světa, hledáním rovnováhy mezi biologií a duchovními potřebami lidstva a mezemi a cenzurováním znalostí. Obhajoval také používání francouzského jazyka v medicíně a napsal lékařský slovník ve francouzském jazyce. V roce 1972 obdržel cenu Prix Femina Vacaresco, kterou mimo jiné předím získala Marguerite Yourcenarová.
V roce 1974 se stal členem Francouzské akademie věd, které předsedal v letech 1981 až 1982, a v roce 1975 také členem Académie Nationale de Médecine. Kromě toho byl členem různých zahraničních akademií, nositelem čestných doktorátů mnoha zahraničních univerzit a vyznamenání a působil v řadě dalších čestných funkcí.
18. dubna 1985 byl zvolen nástupcem Pierra Emmanuela, který „rezignoval“ v roce 1975, jako člen Francouzské akademie na čtvrtém křesle.